# São Gregório (Caldas da Rainha)
São Gregório est une freguesia portugaise du district de Leiria située dans la sous-région de l’Ouest.
Avec une superficie de 14,42 km2 et une population de 907 habitants (2001), la paroisse possède une densité de 62,9 hab/km2.